# Constance van Bretagne
Constance van Bretagne (circa 1161 - Nantes, 5 september 1201) was van 1166 tot aan haar dood hertogin van Bretagne. Ze behoorde tot het huis Penthièvre.

## Levensloop
Ze was de dochter van hertog Conan IV van Bretagne en Margaretha van Huntingdon, een zus van koningen Malcolm IV en Willem I van Schotland.
Haar vader Conan IV had in zijn oorlogen met koning Hendrik II van Engeland het hertogdom Bretagne verenigd. Na zijn oorlogen met Hendrik II kreeg Conan IV te kampen met rebellie van de Bretoense adel en kon hij met de steun van Hendrik II de opstand neerslaan.
In 1166 deed Hendrik II een invasie in Bretagne om de lokale adelopstand te bestraffen. Om de complete controle over Bretagne te kunnen verwerven, dwong Hendrik II Conan IV om af te treden en werd Constance aan Hendriks vierde wettige zoon Godfried II uitgehuwelijkt. De vierjarige Constance werd na het aftreden van haar vader ook hertogin van Bretagne.
In februari 1171 stierf Conan IV. Hierdoor kreeg Constance ook het graafschap Richmond, maar het zou tot 1183 of 1184 duren voordat ze effectief het graafschap kreeg.
In 1181 vond het huwelijk van Constance en Godfried II plaats, waarna ze de volgende jaren het hertogdom Bretagne gezamenlijk bestuurden. Ze kregen volgende kinderen:
- Eleonora (1184-1241)[3]
- Mathilde (1185-voor 1189)[4][5]
- Arthur I (1187-1203), hertog van Bretagne.

Op 19 augustus 1186 kwam haar echtgenoot om het leven, toen hij op een riddertoernooi in Parijs in een rijongeval vertrappeld werd door zijn paard. Vanaf dan regeerde Constance het hertogdom Bretagne alleen.
Vervolgens werd ze door koning Hendrik II van Engeland uitgehuwelijkt aan Ranulf de Blondeville, de zesde graaf van Chester en een van de machtigste graven in Engeland. Op 3 februari 1188 vond het huwelijk plaats. Ranulf voerde nooit de titel hertog van Bretagne en hij speelde er ook geen belangrijke rol. Dit kwam omdat zowel Constance als de Bretoense adel hem niet wilden betrekken bij het bestuur van het hertogdom. Hun huwelijk bleef ook kinderloos.
In 1191 werd haar zoon Arthur door koning Richard I van Engeland officieel benoemd tot zijn troonopvolger in een verdrag dat hij met koning Filips II van Frankrijk ondertekende. Om de positie van haar zoon als troonopvolger van Engeland te promoten, betrok Constance vanaf 1196 Arthur in het bestuur van Bretagne.
Dit dwarsboomde echter de projecten van koning Richard I van Engeland en hij verbande Constance naar Bayeux. In Pontorson werd Constance in opdracht van Richard door haar echtgenoot Ranulf ontvoerd, waarna ze in Saint-James de Beuvron werd gevangengezet. Daarna verspreidde Richard het gerucht dat Constance opgesloten was omdat ze haar echtgenoot had bedrogen. Als resultaat braken er in heel Bretagne opstanden uit in haar voordeel en stuurde Richard haar zoon Arthur naar Brest om hem in veiligheid te brengen. Daarop vroeg Richard om Constance naar Engeland over te brengen in ruil voor haar vrijlating. De Bretoense adel deed dit, maar Constance bleef echter gevangen en de opstanden bleven voortduren. Richard werd vervolgens onder hoge druk gezet en in 1198 liet hij Constance vrij. Terug in Bretagne liet ze zich direct scheiden van haar man Ranulf.
In oktober 1199 hertrouwde Constance daarop met Gwijde van Thouars. Ze kregen volgende kinderen:
- Adelheid (1200-1221), hertogin van Bretagne, huwde in 1213 met Peter van Dreux
- Catharina (1201-1240), huwde met heer Andreas III van Vitré
- Margaretha[8][9][10][11][12][13] (1201-1216/1220), huwde met burggraaf Godfried I van Rohan.[11][14]

In september 1201 stierf Constance. Ze werd begraven in de Villeneuve-abdij van Nantes. Haar doodsoorzaak wordt betwist: sommige historici zeggen dat ze aan lepra leed, terwijl anderen zeggen dat ze stierf aan de complicaties van de bevalling van haar tweeling.

## Voorouders
| Voorouders van Constance van Bretagne (1161-1201) | Voorouders van Constance van Bretagne (1161-1201)                           | Voorouders van Constance van Bretagne (1161-1201)                           | Voorouders van Constance van Bretagne (1161-1201)                           | Voorouders van Constance van Bretagne (1161-1201)                           | Voorouders van Constance van Bretagne (1161-1201)                           | Voorouders van Constance van Bretagne (1161-1201)                           | Voorouders van Constance van Bretagne (1161-1201)                           | Voorouders van Constance van Bretagne (1161-1201)                           |
| ------------------------------------------------- | --------------------------------------------------------------------------- | --------------------------------------------------------------------------- | --------------------------------------------------------------------------- | --------------------------------------------------------------------------- | --------------------------------------------------------------------------- | --------------------------------------------------------------------------- | --------------------------------------------------------------------------- | --------------------------------------------------------------------------- |
| Overgrootouders                                   | Stefanus I van Penthièvre (1060–1136) ∞ Havoise (-)                         | Stefanus I van Penthièvre (1060–1136) ∞ Havoise (-)                         | Conan III van Bretagne (1095-1148) ∞ Mathilde FitzRoy (- 1120)              | Conan III van Bretagne (1095-1148) ∞ Mathilde FitzRoy (- 1120)              | David I van Schotland (1084-1153) ∞ Maud van Northumbria (ca. 1073–1131)    | David I van Schotland (1084-1153) ∞ Maud van Northumbria (ca. 1073–1131)    | Willem II van Warenne (1070-1138) ∞ Isabella van Vermandois (ca.1081-1131)  | Willem II van Warenne (1070-1138) ∞ Isabella van Vermandois (ca.1081-1131)  |
| Grootouders                                       | Alan van Richmond (1100-1146) ∞ Bertha van Bretagne (1114-1156)             | Alan van Richmond (1100-1146) ∞ Bertha van Bretagne (1114-1156)             | Alan van Richmond (1100-1146) ∞ Bertha van Bretagne (1114-1156)             | Alan van Richmond (1100-1146) ∞ Bertha van Bretagne (1114-1156)             | Hendrik van Schotland (1114-1152) ∞ Ada de Warenne (ca. 1125–1178)          | Hendrik van Schotland (1114-1152) ∞ Ada de Warenne (ca. 1125–1178)          | Hendrik van Schotland (1114-1152) ∞ Ada de Warenne (ca. 1125–1178)          | Hendrik van Schotland (1114-1152) ∞ Ada de Warenne (ca. 1125–1178)          |
| Ouders                                            | Conan IV van Bretagne (1138-1171) ∞ Margaretha van Huntingdon (1103 - 1136) | Conan IV van Bretagne (1138-1171) ∞ Margaretha van Huntingdon (1103 - 1136) | Conan IV van Bretagne (1138-1171) ∞ Margaretha van Huntingdon (1103 - 1136) | Conan IV van Bretagne (1138-1171) ∞ Margaretha van Huntingdon (1103 - 1136) | Conan IV van Bretagne (1138-1171) ∞ Margaretha van Huntingdon (1103 - 1136) | Conan IV van Bretagne (1138-1171) ∞ Margaretha van Huntingdon (1103 - 1136) | Conan IV van Bretagne (1138-1171) ∞ Margaretha van Huntingdon (1103 - 1136) | Conan IV van Bretagne (1138-1171) ∞ Margaretha van Huntingdon (1103 - 1136) |